# 63 (numero)
Sessantatré (cf. latino sexaginta tres, greco τρεῖς καὶ ἑξήκοντα) è il numero naturale dopo il 62 e prima del 64.

## Proprietà matematiche
- È un numero dispari.
- È un numero composto e ha i seguenti divisori: 1, 3, 7, 9, 21 e 63. Poiché la somma dei divisori (escluso il numero stesso) è 41 < 63 è un numero difettivo.
- È un numero n con più soluzioni all'equazione x - φ(x) = n che qualsiasi numero più basso, tranne 1. È quindi un numero altamente cototiente.
- È un numero di Harshad.
- È un numero di Woodall.
- È parte delle terne pitagoriche (16, 63, 65), (60, 63, 87), (63, 84, 105), (63, 216, 225), (63, 280, 287), (63, 660, 663), (63, 1984, 1985).
- È un numero palindromo e un numero a cifra ripetuta nel sistema numerico binario, nel sistema di numerazione posizionale a base 4 (333), in quello a base 8 (77) e anche in quello a base 20 (33).
- È un numero fortunato.
- È un numero congruente.

## Astronomia
- 63P/Wild è una cometa periodica del sistema solare.
- 63 Ausonia è un asteroide della fascia principale del sistema solare.
- NGC 63 è una galassia spirale della costellazione dei Pesci.

## Astronautica
- Cosmos 63 è un satellite artificiale russo.

## Chimica
- È il numero atomico dell'Europio (Eu), un lantanoide.